# Cookeilanden op de Olympische Zomerspelen 2024
De Cookeilanden namen deel aan de Olympische Zomerspelen 2024 in Parijs, Frankrijk.

## Aantal Deelnemers
Hieronder volgt een overzicht van de atleten die zich kwalificeerden voor de Olympische Zomerspelen van 2024.
| Sport    | Mannen | Vrouwen | Totaal |
| -------- | ------ | ------- | ------ |
| Atletiek | 1      | 0       | 1      |
| Zwemmen  | 0      | 1       | 1      |
| Totaal   | 1      | 1       | 2      |

## Deelnemers en resultaten

### Atletiek

#### Loopnummers
Mannen
| atleet       | onderdeel | series | series | herkansingen   | herkansingen   | halve finale   | halve finale   | finale         | finale         |
| atleet       | onderdeel | tijd   | rang   | tijd           | rang           | tijd           | rang           | tijd           | rang           |
| ------------ | --------- | ------ | ------ | -------------- | -------------- | -------------- | -------------- | -------------- | -------------- |
| Alex Beddoes | 800 m     | DNS    | DNS    | niet geplaatst | niet geplaatst | niet geplaatst | niet geplaatst | niet geplaatst | niet geplaatst |

### Zwemmen
Vrouwen
| atlete           | onderdeel        | series  | series | halve finale   | halve finale   | finale         | finale         |
| atlete           | onderdeel        | tijd    | rang   | tijd           | rang           | tijd           | rang           |
| ---------------- | ---------------- | ------- | ------ | -------------- | -------------- | -------------- | -------------- |
| Lanihei Connolly | 100 m schoolslag | 1.10,45 | 32     | niet geplaatst | niet geplaatst | niet geplaatst | niet geplaatst |